# Омаха
О̀маха или О̀умаха (на английски: Omaha) е град в щата Небраска, Съединените американски щати.
Населението му е 466 893 жители (по приблизителна оценка от 2017 г.). Градът, разположен край река Мисури, е важен кръстопът и железопътен възел. Център на богат селскостопански район, разнообразна хранителна промишленост, цветна металургия, оръжейна промишленост и др.

## Известни личности
Родени в Омаха
- Клейтън Андерсън (p. 1959), астронавт
- Фред Астер (1899 – 1987), танцьор и киноартист
- Макс Баер (1909 – 1959), боксьор
- Джордж Баркър (1882 – 1965), художник
- Стив Бордън (Sting) (р. 1959 г.), кечист
- Марлон Брандо (1924 – 2004), киноартист
- Уорън Бъфет (p. 1930), инвеститор и бизнесмен
- Хорхе Гарсия (р. 1973), актьор
- Тери Гудкайнд (р. 1948), писател
- Малкълм Екс (1925 – 1965), активист
- Лорънс Клайн (1920 – 2013), икономист
- Монтгомъри Клифт (1920 – 1966), актьор
- Сали Маклъски (р. 1941), писателка
- Ник Нолти (р. 1941), киноартист
- Анди Родик (р. 1982), тенисист
- Джоджо Сива (р. 2003), музикантка
- Никълъс Спаркс (р. 1965), писател
- Пол Уилямс (р. 1940), музикант
- Джералд Форд (1913 – 2006), политик
- Габриел Юниън (р. 1972), актриса